# Глијалне ћелије
Глијалне ћелије или ћелије глије су пратеће ћелије нервног ткива које исхрањују, штите, пружају потпору неуронима и око њих образују изолацију, мијелински омотач. Већина тих ћелија се због функције пореди са ћелијама везивног ткива и назива потпорним ћелијама нервног ткива. 
Разликују се од неурона по томе што:
- немају аксон већ имају само дендрите;
- немају канале за пренос јона натријума, већ само за јоне калијума;
- не стварају акционе потенцијале;
- задржавају способност деобе током читавог живота.

Ћелије глије се међусобно разликују како по томе у коме делу нервног система се налазе, да ли у централном или периферном, тако и по ембрионалном пореклу.

## Глијалне ћелије ЦНС-а
Потпорне ћелије ЦНС-а називају се заједнички неуроглија или макроглија (настале су од неуроектодерма током ембрионског развића) и припадају им:
- макроглијске ћелије, у које се убрајају:
  - астроцити, посебно значајне за одржавање хомеостазе
  - таницити
  - олигодендроцити, образују мијелински омотач у ЦНС-у
  - епендимске ћелије, облажу нервну цев са унутрашње стране
- микроглијске ћелије, учествују у одбрани организма
- специјализовани облици глије:
  - ћелије хороидног плексуса,
  - радијалне ћелије, фетална врста астроцита

Ембрионално порекло макроглије, епендимских ћелија, ћелија хороидног плексуса је исто као и неурона, развија се од неуроектодерма, односно, неуроепителских ћелија зида нервне цеви. Микроглија води порекло од мезодерма, односно, моноцита мада се, према неким ауторима, њихово порекло сматра недовољно разјашњеним.

## Глијалне ћелије ПНС-а
Глијске ћелије ПНС су:
- Шванове ћелије, назване по немачком хистологу Теодору Швану (Theodor Schwann,1810-1882.); код највећег броја периферних нерава око аксона образују мијелински омотач;
- амфицити (сателитске или капсуларне ћелије).

Потпорне ћелије периферног нервног система пореклом су од нервне кресте.

## Функције
Поред несумњиве потпорне улоге, глијалне ћелије остварују многе друге функције:
- изграђују мијелински омотач око аксона у ЦНС-у олигодендроцити, а у ПНС-у Шванове ћелије;
- астроцити учествују у процесима зарашћивања после озледе мозга;
- астроцити одржавају хомеостазу јона (посебно јона К+) и pH вредности ванћелијске течности;
- астроцити синтетишу прекурзоре неких неуротрансмитера, као што је глутамин (пркурсор хемијског медијатора глутамат)
- микроглија се сматра можданим макрофагима јер се током било какве упале или озледе претварају у фагоците;